# Cyrtogonone argentea
Cyrtogonone es un género monotípico de plantas perteneciente a la familia de las euforbiáceas. Su única especie: Cyrtogonone argentea, es originaria de África.

## Descripción
Es un árbol que se encuentra en el bosque alcanzando un tamaño de más de 30 m de altura, en la selva alta de Nigeria y Camerún también en Guinea Ecuatorial.

## Usos
Se utiliza la madera para la fabricación de muebles y carpintería en general en Gabón. Las semillas son comestibles. La corteza rallada mezclada con el jugo de la caña de azúcar se cuece con la palma de col o nueces de tierra se usa para el dolor de estómago. Tiene un sabor acre y es fuertemente purgante. La raíz de material nigeriano se ha encontrado muy eficaz como molusquicida dando una mortalidad del 100% a una concentración de 100 ppm de extracto cuando se ensaya en el caracol de agua dulce, Bulinus globosus. El extracto de la hoja no mostró actividad.

## Taxonomía
Cyrtogonone argentea fue descrita por (Pax) Prain y publicado en Bulletin of Miscellaneous Information Kew 1911: 232. 1911.
Sinonimia
- Crotonogyne argentea Pax